# Lacedonia
Lacedonia là một đô thị (comune) thuộc tỉnh Avellino trong vùng Campania của Ý. Lacedonia có diện tích 81 km2, dân số là 2900 người (thời điểm năm 2007).